# ناتالیا روسکیخ
ناتالیا روسکیخ (انگلیسی: Natalia Russkikh؛ زادهٔ ۶ ژوئیهٔ ۱۹۸۵) بازیکن فوتبال اهل روسیه است.
وی همچنین در تیم ملی فوتبال زنان روسیه بازی کرده‌است.